# Verzino
Verzino est une commune italienne de la province de Crotone, dans la région Calabre. 

## Administration
| Période                                  | Période | Identité | Étiquette | Qualité |
| ---------------------------------------- | ------- | -------- | --------- | ------- |
|                                          |         |          |           |         |
| Les données manquantes sont à compléter. |         |          |           |         |

### Hameaux
Vigne

### Communes limitrophes
Campana, Casabona, Castelsilano, Pallagorio, Savelli